# Bogumił Wyszomirski
Bogumił Wyszomirski (ur. 20 kwietnia 1912 w majątku Ostaszki nad Seretem, zm. 1959) – polski prawnik, poeta, felietonista.

## Życiorys
Był synem adwokata Romana i Teresy z Bujalskich. Uczył się w Gimnazjum oo. Jezuitów w Chyrowie, a następnie na Uniwersytecie Warszawskim (polonistyka, prawo). Na studiach znalazł się w kręgu poetów skupionych wokół Józefa Czechowicza. W 1937 roku ukończył studia i rozpoczął pracę w sądownictwie.
W 1940 roku wstąpił do Armii Krajowej (był razem z Haliną Auderską jednym z kierowników akcji "N", a następnie, w czasie powstania warszawskiego, był prokuratorem przy sądzie powstańczym Warszawa-Śródmieście). Był więźniem obozów jenieckich w Gross Born i Sandkostel. W latach 1945–1947 pracował w Lubece w Polskiej Komisji Repatriacyjnej jako obrońca rodaków przed sądem brytyjskim. Jesienią 1947 roku został przetransportowany pociągiem sanitarnym (zdiagnozowano gruźlicę) do Kraju.
W 1948 roku podjął pracę jako radca prawny w Akademii Medycznej w Zabrzu, następnie przeniósł się do Bytomia, a w październiku 1950 roku podjął pracę w Kędzierzynie jako radca prawny w zakładach azotowych. Od roku 1957 był związany z Opolem (jedna z ulic miasta nosi jego imię). Zasiadał w Radzie Miasta, udzielał się w lokalnych mediach (m.in. radiu i prasie: Głosach znad Odry, Śląsku Literackim, Trybunie Opolskiej, Kalendarzu Opolskim, Życiu literackim). Uznany za piewcę piękna Śląska Opolskiego. Został pochowany na opolskim cmentarzu przy ulicy Wrocławskiej.

## Twórczość
- Sławię Cię Ziemio: Wiersze, Opole: Towarzystwo Przyjaciół Opola, 1972
- Poezje, Katowice: "Śląsk", 1961
- Ranek Salomona: Humoreski i satyry, antologia; m.in. wraz z Banasiowa Teodora, Chmielnicki Stefan, Sztaba Zygmunt, 1959
- Porachunki nieosobiste: Wiersze, Opole: Związek Literatów Polskich, 1957
- Czarodziejskie azoty: wodewil w 6 odsłonach z muzyką Jerzego Młodziejowskiego, współautor, Warszawa: "Czytelnik", 1955

Źródła:.